# Diaphorina continua
Diaphorina continua är en insektsart som beskrevs av Loginova 1972. Diaphorina continua ingår i släktet Diaphorina och familjen rundbladloppor. Inga underarter finns listade i Catalogue of Life.